# Volta a Castela e Leão de 2007
A Volta a Castela e Leão de 2007 foi a 22.ª edição de esta carreira ciclista que decorreu por Castela e Leão. Disputou-se entre 26 e 30 de março de 2007 sobre um total de 630,1 km, repartidos em cinco etapas, uma delas contrarrelógio individual, e outra com final em alto. A carreira começou em Samora e acabou em Soria. A carreira foi vencida por Alberto Contador.

## Equipas
Dezasseis equipas com até oito corredores começaram a carreira:
- Discovery Channel
- Team CSC
- Rabobank
- Liquigas
- Agritubel
- Caisse d'Epargne
- Euskaltel-Euskadi
- Saunier Duval–Prodir
- Relax-GAM
- Grupo Nicolás Mateos
- Viña Magna-Cropu
- Orbea-Oreka SDA
- Andalucía-Cajasur
- Benfica
- Karpin-Galicia
- Fuerteventura-Canarias

## Classificação geral
| Classificação geral final \| Rank \| Rider \| Time \| \| ---- \| ----------------------- \| ----------- \| \| 1 \| Alberto Contador (ESP) \| 15h 04' 15" \| \| 2 \| Koldo Gil (ESP) \| + 36" \| \| 3 \| Juan José Cobo (ESP) \| + 46" \| \| 4 \| Igor Antón (ESP) \| + 48" \| \| 5 \| Óscar Sevilla (ESP) \| + 55" \| \| 6 \| David López (ESP) \| + 58" \| \| 7 \| Jan Hruška (CZE) \| + 1' 05" \| \| 8 \| Julián Sánchez (ESP) \| + 1' 06" \| \| 9 \| Manuel Beltrán (ESP) \| + 1' 13" \| \| 10 \| Francisco Ventoso (ESP) \| + 1' 18" \| |                         |             |
| Rank | Rider                   | Time        |
| 1 | Alberto Contador (ESP)  | 15h 04' 15" |
| 2 | Koldo Gil (ESP)         | + 36"       |
| 3 | Juan José Cobo (ESP)    | + 46"       |
| 4 | Igor Antón (ESP)        | + 48"       |
| 5 | Óscar Sevilla (ESP)     | + 55"       |
| 6 | David López (ESP)       | + 58"       |
| 7 | Jan Hruška (CZE)        | + 1' 05"    |
| 8 | Julián Sánchez (ESP)    | + 1' 06"    |
| 9 | Manuel Beltrán (ESP)    | + 1' 13"    |
| 10 | Francisco Ventoso (ESP) | + 1' 18"    |